# Tom Arnold (skuespiller)
Tom Arnold (født 6. marts 1959 i Ottumwa i Iowa) er en amerikansk skuespiller og stand-up-komiker. 
Arnold begyndte som skribent for tv-serien Roseanne i 1983 og havde dette job frem til 1993. Han giftede sig med showets stjerne, Roseanne Barr i 1990 efter at hun havde skilt sig fra sin første ægtemand. Parrets ægteskab tiltrak sig ofte medie og specielt tabloidens opmærksomhed på grund af deres nogen gange oprørende opførsel. I 1992 medvirkede Arnold i sin egen sitcom som blev kaldt The Jackie Thomas Show. Showet holdt 18 episoder før det blev lagt ned på grund af lave seertal. 
I 1993 købte Arnold og Barr et hus sammen i Arnolds hjemby Ottumwa i Iowa og de åbnede en diner, som hed Roseanne and Tom's Big Food Diner. Begge skuespillere optrådte i filmen The Woman Who Loved Elvis som blev filmet i Ottumwa og kom ud i 1993. Arnold og Barr skilte sig i 1994 og restauranten de havde sammen blev lukket året efter. 
I 1994 dukkede Arnold op som sidekick til Arnold Schwarzeneggers karakter i James Camerons spillefilm True Lies. Arnolds rolle som en børnemishandler i filmen Gardens of the Night havde specielt betydning for ham da han selv blev udsat for gentagene seksuelle overgreb i barndommen. Arnold bestemte sig for at påtage sig rollen for at kaste mere lys over sagen. 
Han medvirkede også i komediefilmen Soul Plane fra 2004.